# しるこサンド

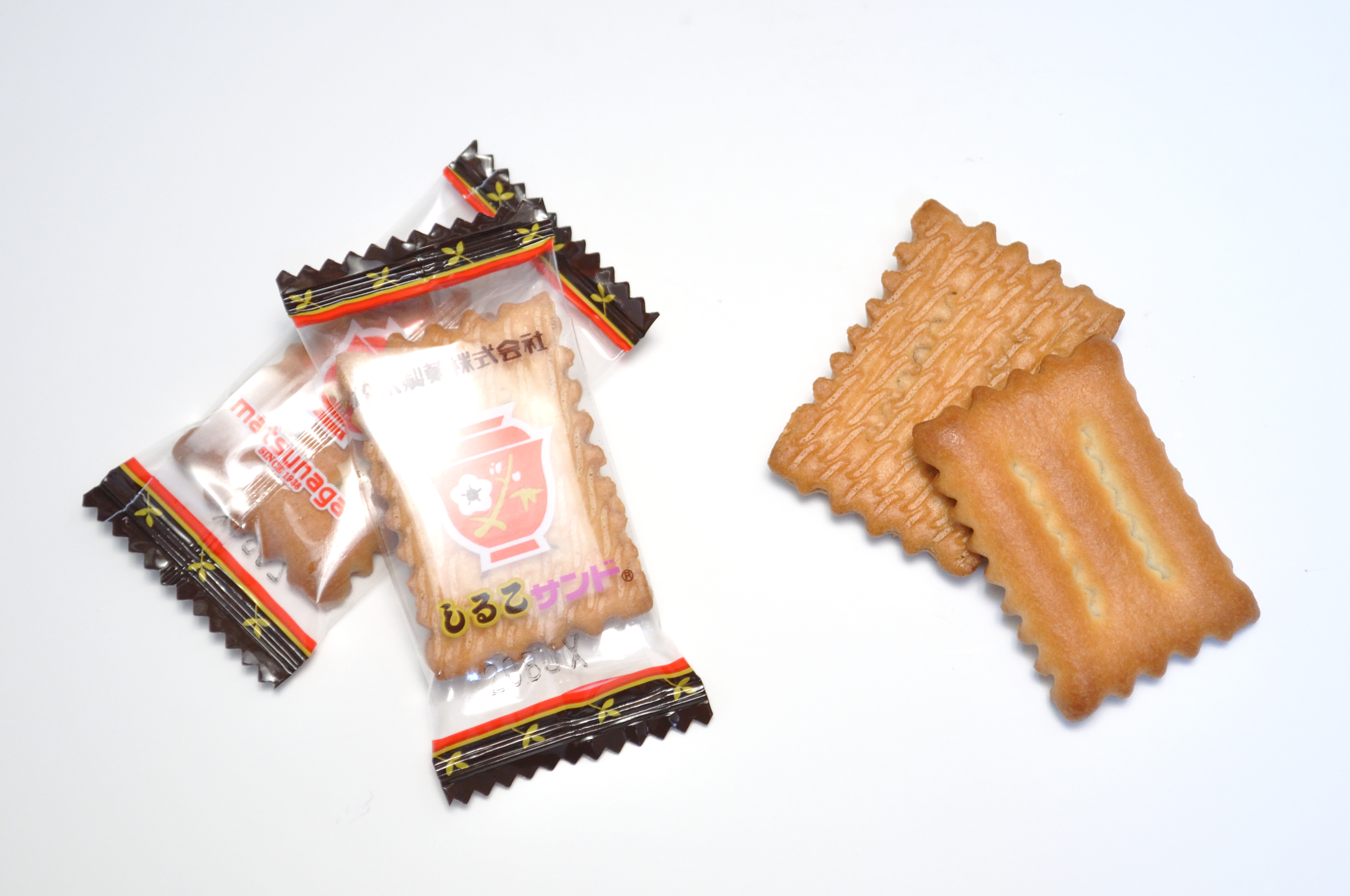
しるこサンド

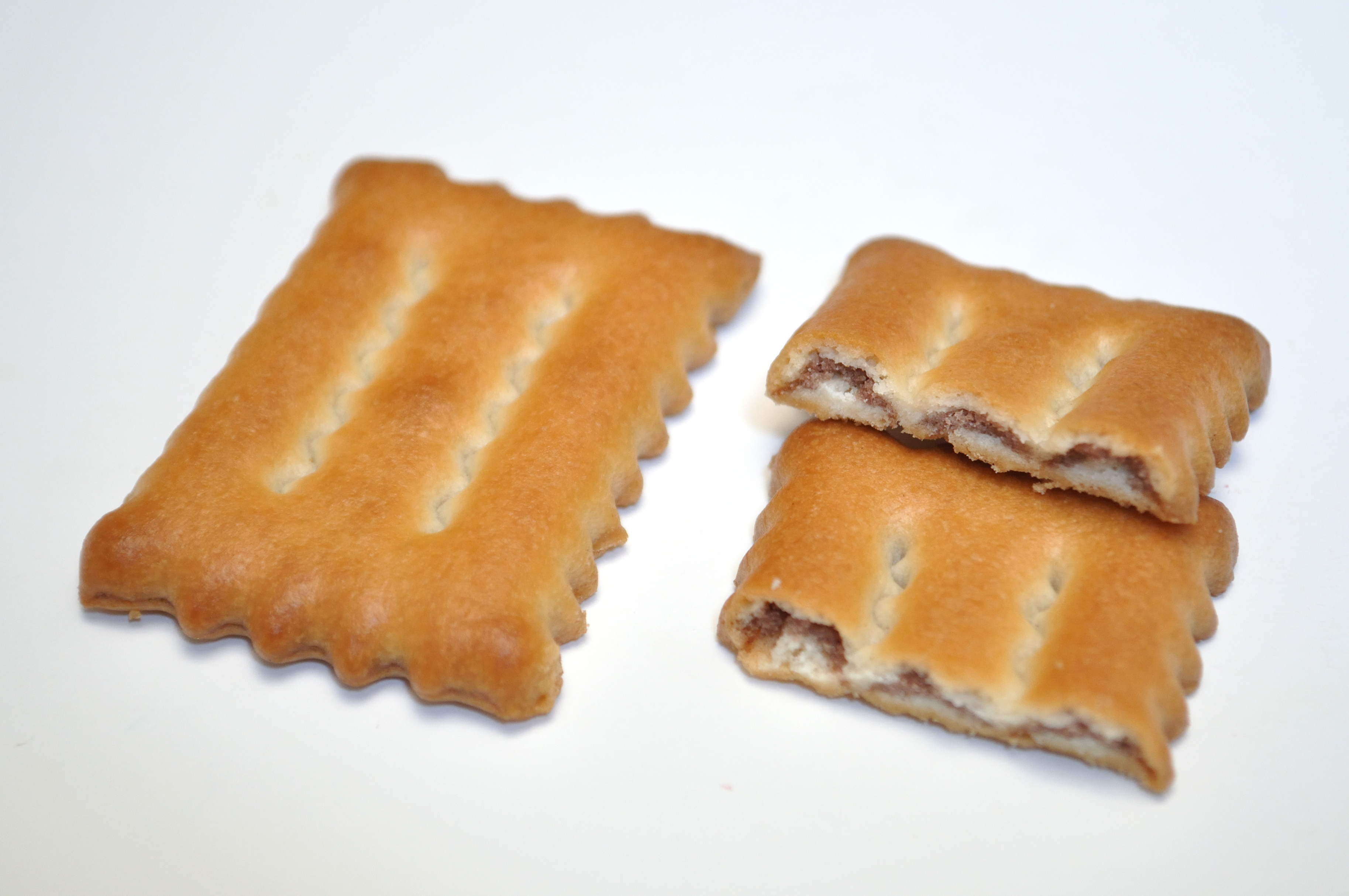
しるこサンドの断面図

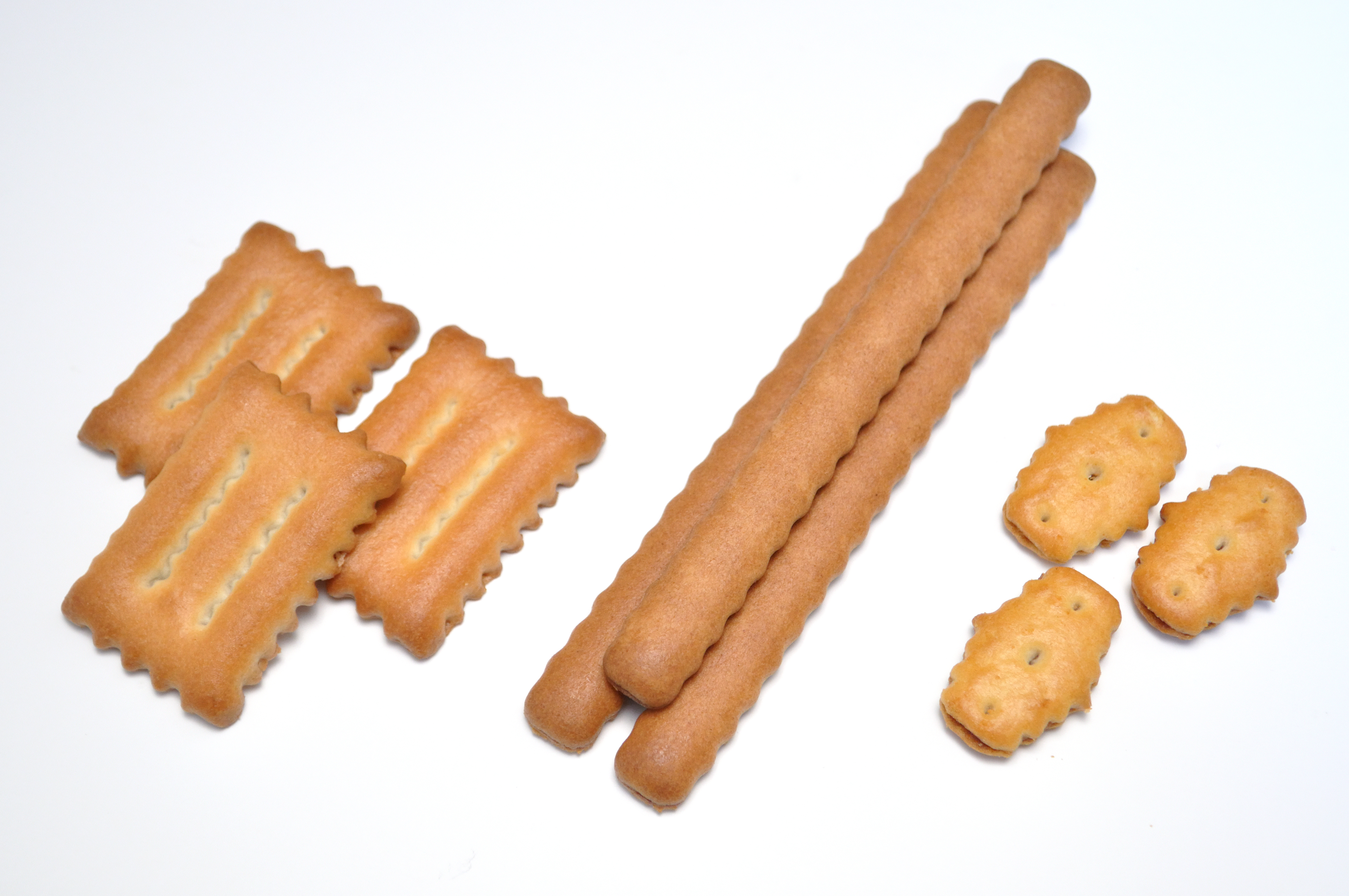
しるこサンドシリーズ。
左からしるこサンド・しるこサンドスティック・しるこサンドクラッカー

しるこサンドは、愛知県小牧市にある松永製菓が製造・販売している焼菓子。1966年（昭和41年）に発売された。北海道産の小豆を使ったあんをハードタイプのビスケット生地で挟んで焼き上げた三層構造の菓子。2016年2月22日には全国のイオンにて井村屋から「しるこサンドアイス」が発売された。

## 商品
スターしるこサンド
個別包装タイプ。シリーズのメイン商品。
しるこサンドスティック
スティックタイプ。
ミニしるこサンド
ひと回り小さい一口サイズ。
生しるこサンド
半生タイプの高級版。製造ラインではなく手作業で作っている。風味はこしあん、つぶあん、抹茶の三種類がある。

## 原料
- 小麦粉、砂糖、植物油、ショートニング、北海道十勝産小豆、リンゴジャム、ブドウ糖果糖液糖、加糖脱脂練乳、食塩、蜂蜜、膨張剤、香料など

## 宣伝
- CMソングは、1960年代に当時人気絶頂期であり、松永製菓のお膝元でもある愛知県出身のザ・ピーナッツによって吹き込まれた。ザ・ピーナッツが引退した現在でも、時折東海ラジオの昼の時間帯において同CMソングが流れることがある。また、90年代に放映されたテレビCMでは清水ミチコが出演していた。
- 2018年に約20年ぶりにテレビCMを実施。中京テレビの人気番組「前略、大徳さん」とコラボレーションを実現した。また、コラボパッケージも販売された。
- 2019年には名古屋の文化をテーマとした4コマ漫画で、テレビアニメ化された『八十亀ちゃんかんさつにっき』とのコラボレーションを実現し、コラボパッケージも販売された[3]。